# شست‌بریدگان
شست‌بُریدگان (نام علمی: Colobinae) زیرخانواده‌ای از تیره میمون‌های بر قدیم هستند که شامل ۶۱ گونه در ۱۱ سرده، شامل شست‌بریده‌های سیاه‌وسفید، میمون دماغ‌دراز، و دم‌بلند خاکستری می‌شوند. بعضی رده‌بندی‌ها، میمون‌های شست‌بریده را به دو دسته تقسیم می‌کنند، در حالی که بعضی دیگر آن‌ها را به سه دسته تقسیم می‌کنند. هر دو طبقه‌بندی اما، سرده‌های آفریقایی شست‌بریده‌های سیاه‌وسفید، شست‌بریده‌های سرخ، و شست‌بریده زیتونی را در یک دسته قرار می‌دهند. سرده‌های گوناگون آسیایی این میمون در یک یا دو گروه مجزا قرار می‌گیرند. بررسی دی‌ان‌ای میتوکندریایی تأیید کرده‌است که گونه‌های آسیایی، دو گروه مختلف را تشکیل می‌دهند، یکی دم‌بلندها، و دیگری گونه‌های دارای بینی‌های ناجور؛ با این حال، طبق این بررسی‌ها دم‌بلندهای خاکستری با دو گروه دیگر رابطه نزدیکی ندارند.

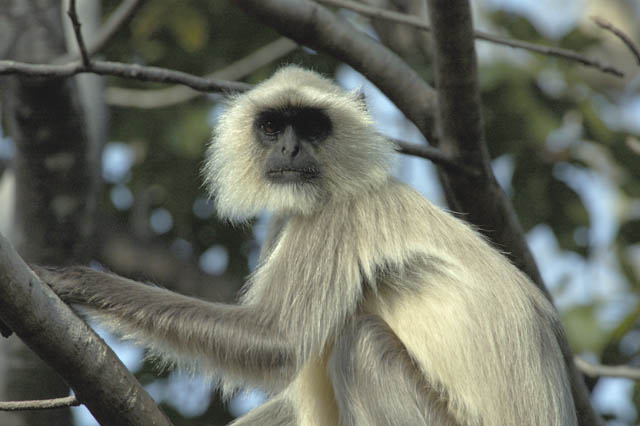
دم‌بلند در پارک ملی پنچ، هند

## طبقه‌بندی

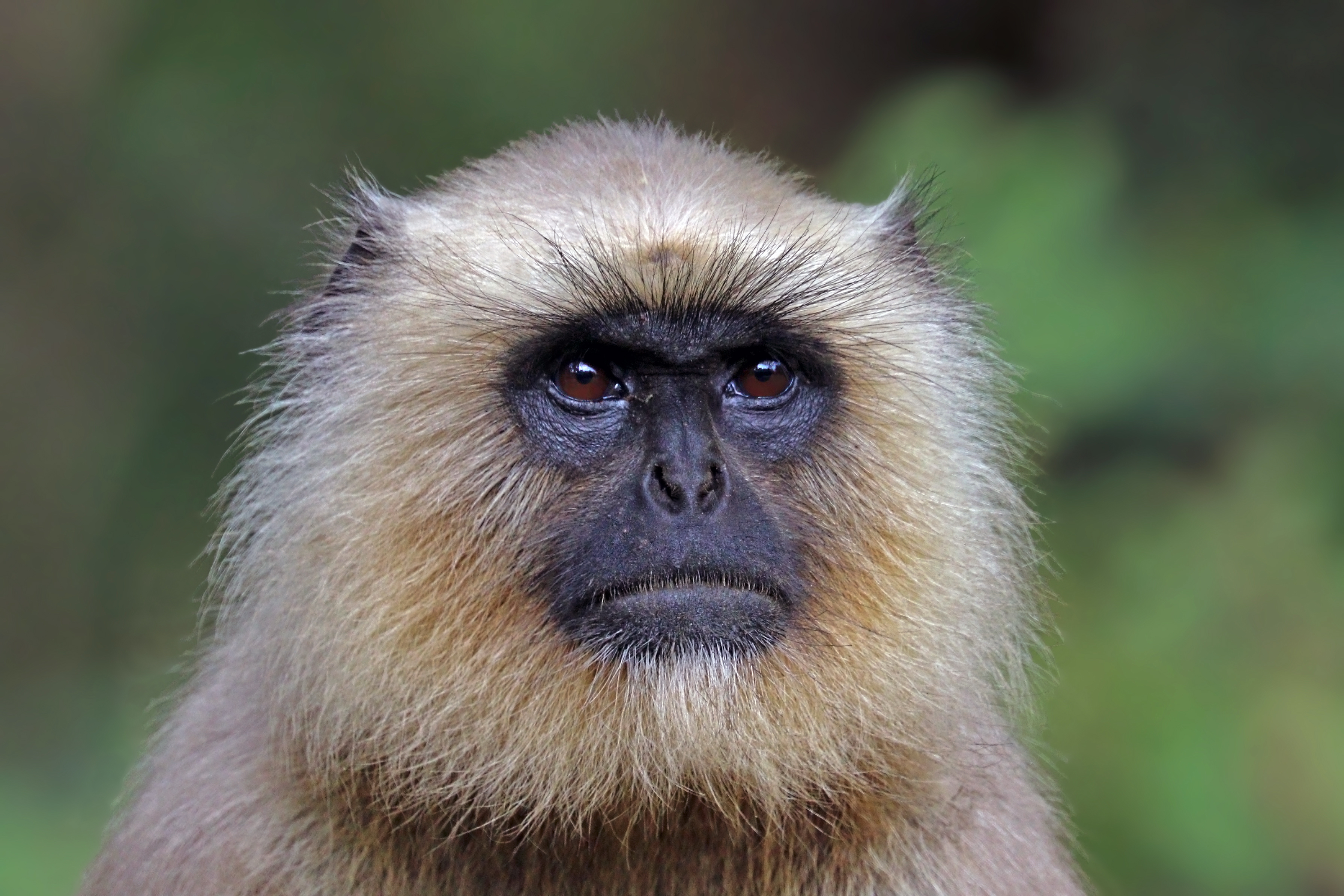
نگاره‌ای از یک دم‌بلند خاکستری دشت جنوبی (en) در ایالت مادیا پرادش، هند.

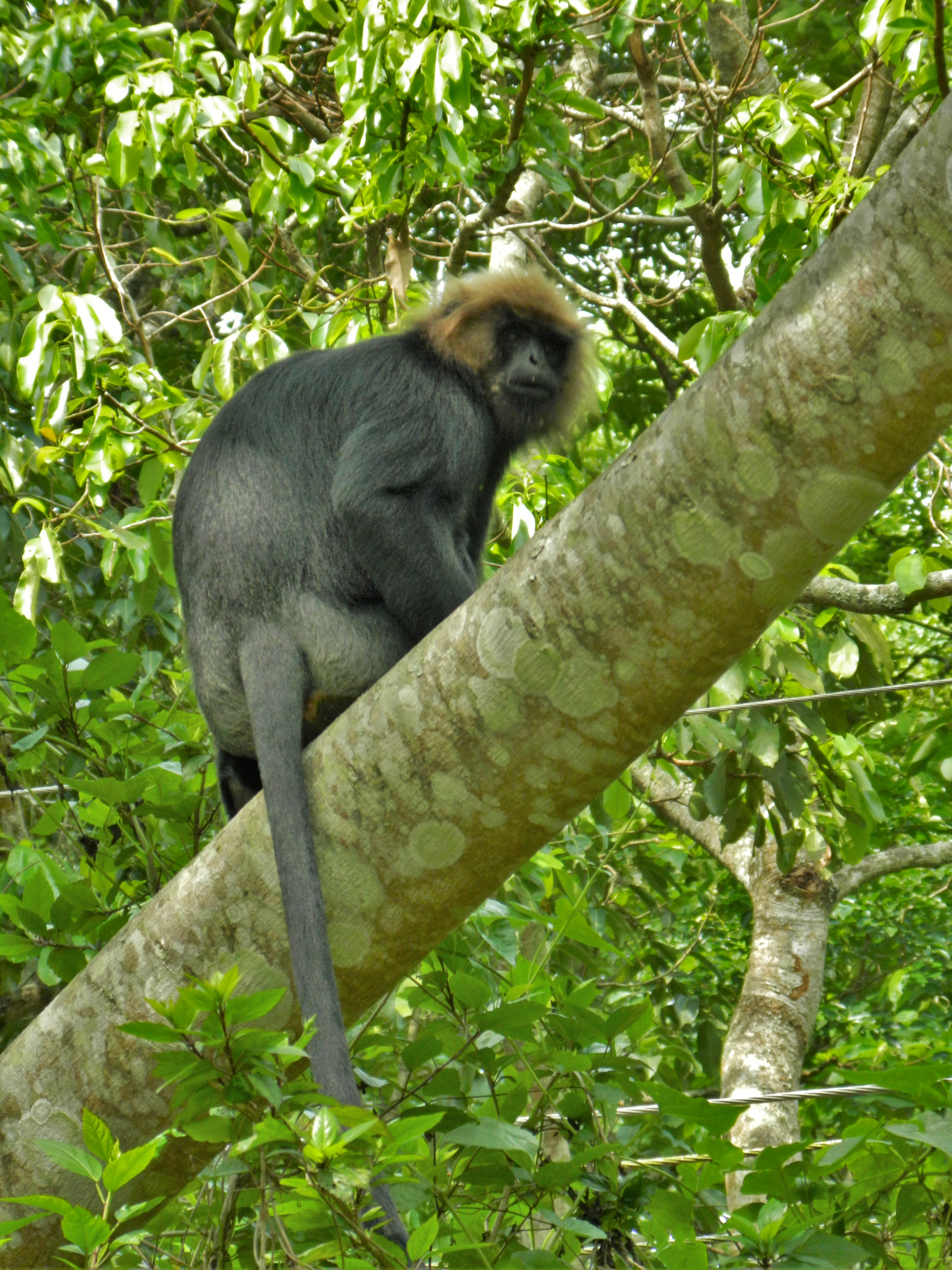
دم‌بلند نیلگیری.

- خانواده میمون‌های بر قدیم[۲] Cercopithecidae
  - زیرخانواده دم‌درازیان Cercopithecinae
  - زیرخانواده شَست‌بُریدگان Colobinae
    - گروه آفریقایی
      - سرده شست‌بریده‌های سیاه‌وسفید Colobus
      - سرده شست‌بریده‌های سرخ Piliocolobus
      - سرده شست‌بریده زیتونی یا پیش‌شست‌بریده Procolobus

    - گروه دم‌درازها (میمون‌های برگی، لانگورها)
      - سرده سیاه‌میمون Trachypithecus
      - سرده میمون‌کاکلی Presbytis
      - سرده دم‌بلند خاکستری Semnopithecus

    - گروه شگفت‌بینی
      - سرده رخت‌پوش Pygathrix
      - سرده میمون دماغ‌سربالا Rhinopithecus
      - سرده میمون دماغ‌دراز Nasalis
      - سرده دم‌خوکی Simias
      - سرده میان‌کَپی Mesopithecus  - منقرض